# Luigi Gaspare Peyri
Luigi Gaspare Peyri, anche noto come Louis Gaspard Balthazar Pierre Léon Marie Peyri (Mantova, 1758 – 1822), è stato un generale italiano, che servì nel Regno d'Italia e nell'esercito napoleonico.
Guidò italiani, svizzeri e polacchi in diverse azioni delle guerre della Terza coalizione, della Quinta coalizione, nella Guerra d'indipendenza spagnola, e nella guerra della Sesta coalizione.

## Biografia
Nacque a Mantova dal conte Pietro Peyri, discendente da una famiglia spagnola che nella seconda metà del XVIII secolo si era trasferita in Lombardia per ricoprire alcune cariche amministrative per il governo spagnolo della regione; Luigi frequentò prima un collegio di Modena, poi, terminati gli studi, si dedicò alla carriera militare.

### Legione Lombarda e Legione Cisalpina
Il 25 febbraio 1797 fu nominato comandante della 1ª Mezza Brigata lombarda della Repubblica Transpadana, poi rinominata Legione Lombarda.
Con la formazione della Repubblica Cisalpina, Peyri ricevette il comando della 1ª Legione Cisalpina.

### Invasione della Calabria
In seguito alla decisione del re Ferdinando IV di Napoli di allearsi alla Terza coalizione e schierarsi quindi contro Napoleone (1805) e alla schiacciante vittoria di quest'ultimo nella battaglia di Austerlitz (1805), Napoleone dichiarò decaduta la sovranità dei Borboni sul Mezzogiorno e proclamò suo fratello Giuseppe Re di Napoli. Nel febbraio 1806 i Francesi (col sostegno del Regno d'Italia e del Regno di Etruria) invasero il Regno di Napoli: Napoli cadde il 15 febbraio e a marzo solo la fortezza di Gaeta e la Calabria, dove l'esercito borbonico si era trincerato, resistevano ai francesi. Fu proprio in Calabria, il 9 marzo 1806, che le truppe francesi comandate dal generale Jean Reynier, alla cui dipendenza c'era anche Peyri, sconfissero in maniera decisiva quelle del Regno di Napoli nella battaglia di Campotenese.
In aiuto dell'agonizzante Regno di Napoli, il cui sovrano era fuggito in Sicilia, giunse il Regno Unito, che inviò un contingente in Calabria. Qui, il 4 luglio 1806 si combatté nella battaglia di Maida tra le truppe francesi impegnate nell'occupazione della Calabria e quelle britanniche. In questa occasione Peyri era al comando della brigata polacco-svizzera, un contingente di 1500 uomini formato da due battaglioni della Legione polacca (937 uomini) e dal 4º battaglione del 1º Reggimento svizzero (630 uomini), parte della Divisione Verdier, disposti fianco a fianco al centro dello schieramento francese. Dopo che l'attacco della brigata Compère (la sinistra francese) fu fermato e messo in rotta dalla reazione britannica, il comandante francese Jean Reynier si recò da Peyri con l'ordine di fermare l'avanzata britannica. Le truppe di Peyri ressero l'urto dell'avanguardia britannica, ma dopo uno scambio di fuoco di fila, i polacchi abbandonarono il campo lasciando da sole le truppe svizzere, che dovettero poi arretrare a seguito dell'arrivo dei rinforzi britannici, causando la sconfitta dell'esercito francese.
Al giungere dell'inverno, a Peyri fu affidato il comando della piazza di Cosenza, ma quando i francesi non riuscirono a vincere la resistenza della città di Amantea, Peyri ricevette l'ordine di assaltare la città assediata. Peyri lasciò Cosenza al comando delle sue truppe il 3 gennaio 1807; il 6 febbraio Amantea si arrendeva, con le mura distrutte dall'artiglieria francese e nessuna speranza di rinforzi. Sorte simile toccò a Belmonte (che dovette aprire le porte a Peyri il 12 febbraio) e a Fiumefreddo.

### Guerra della Quinta coalizione
Durante la guerra della Quarta coalizione, l'Armata d'Italia in cui erano inserite le truppe comandate da Peyri fu trasferita nell'Italia settentrionale, agli ordini del viceré Eugenio di Beauharnais, e qui rimase senza intervenire in scontri di rilievo.
In occasione della guerra della Quinta coalizione, Eugenio fu sorpreso dall'avanzata delle truppe austriache, e fu sconfitto nella battaglia di Sacile (15-16 aprile 1809); in tale occasione Peyri era inquadrato nella divisione Severoli, al comando di una Brigata composta dal 1º e dal 2º Reggimento di fanteria di linea italiani, ciascuno composto da tre battaglioni.
A seguito della vittoria di Napoleone nella battaglia di Eckmühl in Baviera, all'esercito austriaco fu ordinato di ritirarsi; Eugenio intercettò gli Austriaci e li sconfisse nella battaglia di Raab (14 giugno 1809). In tale occasione Peyri, inserito nell'Armée d'Italie del viceré Eugenio di Beauharnais, era inquadrato nel Corpo Baraguey d'Hilliers, divisione Severoli, al comando di una Brigata composta da un battaglione del 7º Reggimento di linea italiano, da un battaglione del Reggimento Reale Dalmata, e dal 112º Reggimento di linea francese (su tre battaglioni).
L'Armata d'Italia fu poi richiamata da Napoleone in Europa centrale, dove contribuì alla vittoria nella battaglia di Wagram.